# So What!
So What! (рус. «Ну и что!») — официальный журнал, издаваемый Metallica Club (зачастую известный как Metclub), официальным фан-клубом Metallica. Журнал выходит 4 раза в год только для членов клуба. Сам журнал выходит на 48 страницах и содержит новости о группе Metallica, фотографии и информацию непосредственно от группы. Название журнала было взято с обложки песни «So What» группы Anti-Nowhere League.
Группа вместе с редактором «So What!» Стефаном Чирази выпустила 273-страничную книгу «So What!: The Good, The Mad and The Ugly» в 2004 году. Это издание представляло собой компиляцию лучших материалов и содержало некоторые из наиболее примечательных статей, фотографий и интервью, которые публиковались в журнале в течение более чем десяти лет. Книга также предоставила возможность посторонней публике впервые изнутри глянуть на Metallica club, не будучи его членом, и ознакомиться с квартальным выпуском журнала фан-клуба.